# Великогерцогский дворец (Карлсруэ)
Дворе́ц Вели́кого ге́рцога (нем. Erbgroßherzogliches Palais) находится в городе Карлсруэ на Кригсштрассе. С 1950 года в этом здании располагается Верховный суд Германии. Здание было построено с 1891 по 1897 год для в то время наследного принца, а впоследствии великого герцога Фридриха II Баденского (1857—1928) и его супруги Хильды Люксембургской (1864—1952). Даже когда Фридрих в 1907 году унаследовал от своего отца, Фридриха I трон, они с женой, оставались жить в этом дворце.

## Сад
Используемая территория охватывает площадь занимающую примерно 4 гектара, расположенную в парке, разработанном, как открытая доступная площадка. Внешний вид сада в течение последних 140 лет подлежал постоянному изменению, и снова был реконструирован при недавно произошедшем расширении федеральной судебной палаты.
Основные конструктивные особенности местности были реализованы в 1817 году на северной стороне дворца на искусственно созданном насыпном холме по проекту главного архитектора Великого герцогства Бадена, Фридриха Вайнбреннера.

Сад на южной стороне дворца (направленной к Кригсштрассе), был реконструирован и по-новому оформлен в конце 19-го века в ходе расширения первоначального садового небольшого замка тогдашним правлением строительного направления во главе с Йозефом Дурмом. Центральное место было окружено шестиступенчатой террасой, ведущей вниз к круглому бассейну с фонтаном, открывающим каскад. За исключением террасы, отремонтированой в 2006 году, каскад был демонтирован в 1970 году, за счёт чего шоссе на Кригштрассе было значительно расширено. Сохранившийся сегодня фонтан Галатеи скульптора Карла Фридриха Мёста был реконструирован в 1954 году, уже при находившейся там федеральной судебной палате. 
Весь период времени, пока Генеральная прокуратура Германии и офис федерального прокурора были размещены при федеральной судебной палате на прилегающей к Херренштрассе территории, большие части сада приходилось использовать в качестве автомобильной стоянки при отсутствии других альтернатив. После переезда федеральной прокуратуры в новое построенное здание на Брауерштрассе, и после расширения Федеральной судебной палаты в 2003 году, первоначально запланированный подземный гараж по финансовым причинам так и не был построен. Тем не менее саду было возвращено много первоначальных элементов, к которым относятся, в частности, газоны и старые деревья.
Несмотря на переезд Федеральной прокуратуры Германии, доступ в парк до сих пор закрыт для общественности, в связи с ужесточением мер безопасности из-за обострившейся ситуации с 2001 года.